# エティエンヌ・デマルトー
エティエンヌ・デマルトー（Étienne Desmarteau, 1873年2月4日 - 1905年10月29日）は、カナダの陸上競技選手。1904年セントルイスオリンピックの金メダリストである。

## 経歴
ケベック州ブーシャーヴィル出身。モントリオール・アスレチッククラブに所属し、今は実施されていない56ポンド重錘投げのトップ選手であった。1902年に、アメリカのAAU（全米体育協会）選手権に出場、アメリカのトップ選手であったジョン・フラナガンを下し、優勝を果たした。
1904年セントルイスオリンピック前に、フラナガンは重錘投げの世界新記録を樹立したが、デマルトーはフラナガンとともにセントルイスでは優勝候補と目されていた。モントリオールの警官だったデマルトーは、オリンピックに出場するために休暇願を出そうとする。しかし却下されたため、彼は仕事をやめてオリンピックに出場することとした。
デマルトーは、重錘投げの第1投で10.46mの投てきを見せる。この投てきでライバルのフラナガンを下すのに十分であった。フラナガンの記録は10.16mで、30cmの差をつけオリンピックの金メダルを獲得した。
モントリオールに戻ったデマルトーはヒーローとして迎えられたが、オリンピックの翌年、腸チフスに罹り、32歳で死去した。1976年モントリオールオリンピックのバスケットボール会場のサントル・エティエンヌ・デマルトーは、彼を記念して名づけられている。